# De Nieuwe Kleren van de Keizer (Efteling)
De Nieuwe Kleren van de Keizer is een sprookje in het Nederlandse attractiepark de Efteling. Het sprookje opende op 8 november 2012. Het bevindt zich in het sprookjesbos tussen Het Meisje met de Zwavelstokjes en De Sprookjesboom. 
Het sprookje wordt vanaf december 2012 verteld door Paul van Vliet en werd ontworpen door Pim-Martijn Sanders. Het sprookje werd de eerste maand van de opening verteld door Toos van de Voorde. 

## Verhaal
De nieuwe kleren van de keizer is een sprookje over een keizer die te ijdel is om toe te geven dat hij door twee kleermakers op z'n nummer wordt gezet, en daardoor in de veronderstelling prachtige kleren te dragen naakt een parade loopt.

## Trivia
- Het sprookjesboek, dat een korte samenvatting van het sprookje geeft, werd in 2012 bij het sprookje gevoegd en was het eerste sprookjesboek in de nieuwe lay-out.

Lijst van attracties in de Efteling · Lijst van sprookjes in de Efteling · Afbeeldingen